# PhpPgAdmin
phpPgAdmin ist ein webbasiertes Frontend, mit dem PostgreSQL-Datenbanken verwaltet werden können. Analog zu phpMyAdmin für MySQL, auf dem es ursprünglich basierte, ist es eine PHP-Applikation und somit auf einer Vielzahl von Systemen lauffähig. Der entscheidende Vorteil gegenüber dem kommandozeilenorientierten PostgreSQL-Werkzeug ist die grafische Oberfläche und die Erreichbarkeit mit einem Webbrowser über ein Netzwerk, somit auch übers Internet. Aufgrund der Visualisierung bietet es einen guten Einstieg für Neulinge und eine Arbeitserleichterung für Fortgeschrittene und Experten.
Weiterhin steht ein Modul zum Export der Daten zur Verfügung, das die Sprachen SQL, XML, XHTML und CSV sowie reine Textausgabe beherrscht.
Die Tatsache, dass phpPgAdmin in PHP geschrieben ist, vereinfacht zudem die Installation, da nur das Verzeichnis mit den Skriptdateien und Bildern in ein Verzeichnis entpackt werden muss, das dem Webserver zugänglich ist.
Die Initiatoren und Hauptautoren des Projekts sind Dan Wilson, Robert Treat und Christopher Kings-Lynne.
Die Oberfläche von phpPgAdmin ist bisher in 27 Sprachen übersetzt worden.